# Andrés Avelino Cáceres
Andrés Avelino Cáceres Dorregaray (Ayacucho, 10 novembre 1836 – Lima, 10 ottobre 1923) è stato un politico e generale peruviano.

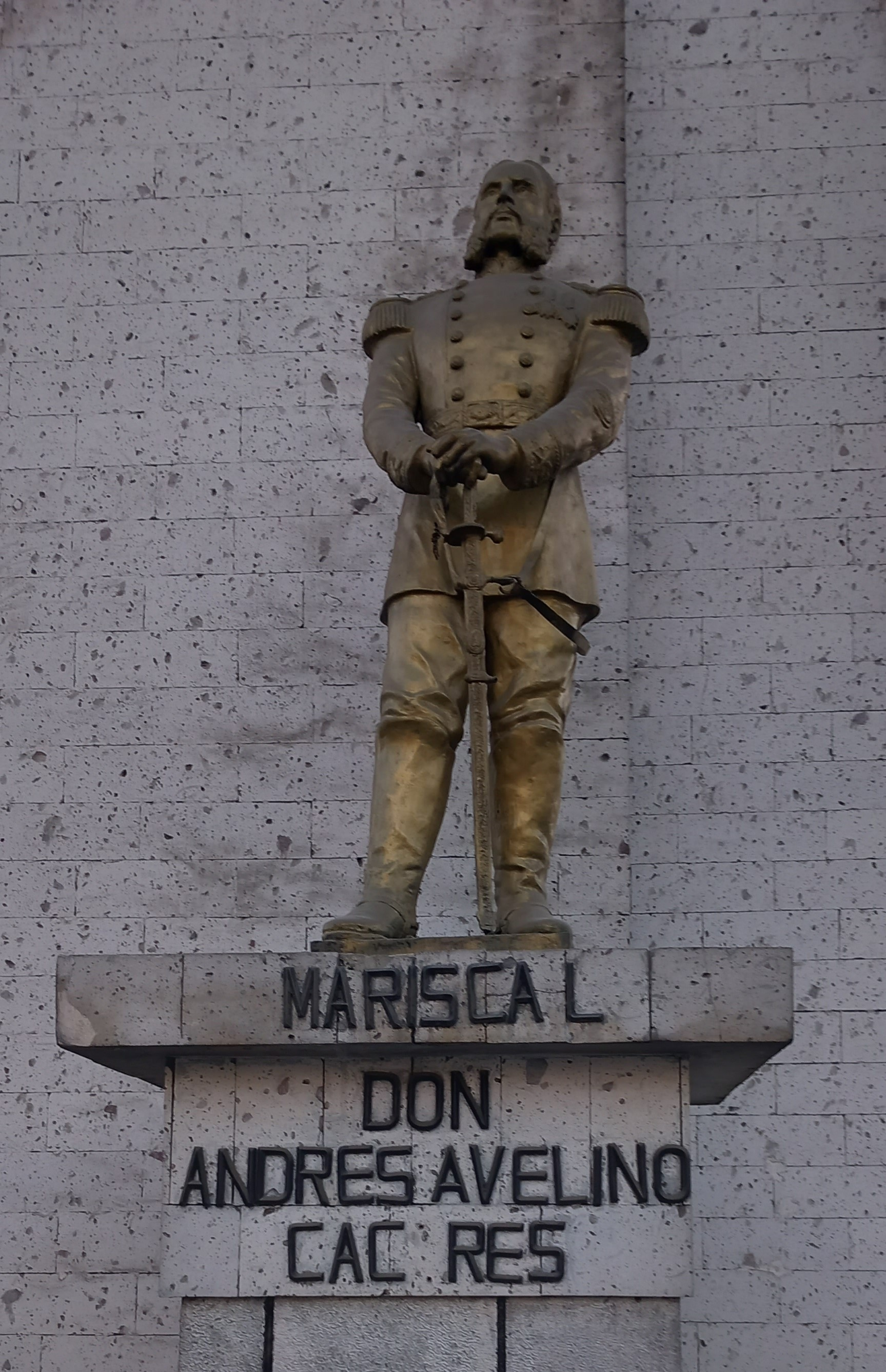
Statua di Andres Avelino Caceres ad Arequipa

È stato Presidente del Perù dal 28 ottobre 1883 al 3 agosto 1885, dal 5 giugno 1886 al 10 agosto 1890 e dal 10 agosto 1894 al 20 marzo 1895.